# Route magistrale 13 (Serbie)
Pour les articles homonymes, voir M13 et Route 13.
La route magistrale 13 (en serbe : Државни пут ІВ реда број 13, Državni put IB reda broj 13 ; Магистрала број 13, Magistrala broj 13) est une route nationale de Serbie qui débute près de l'échangeur  Horgoš de l'autoroute A1 passant par les villes serbes de Kanjiža, Novi Kneževac, Čoka, Kikinda, Zrenjanin pour arriver jusqu’au quartier de Krnjača (Palilula) de la capitale serbe Belgrade. La section entre Zrenjanin et Belgrade est parfois appelée "Route de Zrenjanin" (en serbe : "Zrenjaninski put").
Cette route nationale traverse une majeure partie de la province autonome serbe de Voïvodine ; Elle poursuit ensuite sa route dans le district de la Ville de Belgrade.
À ce jour, elle ne comporte aucune section autoroutière (Voie Rapide en 2 x 2 voies).

## Description du tracé

### DeHorgoš(Autoroute A1) àKrnjača(Belgrade)

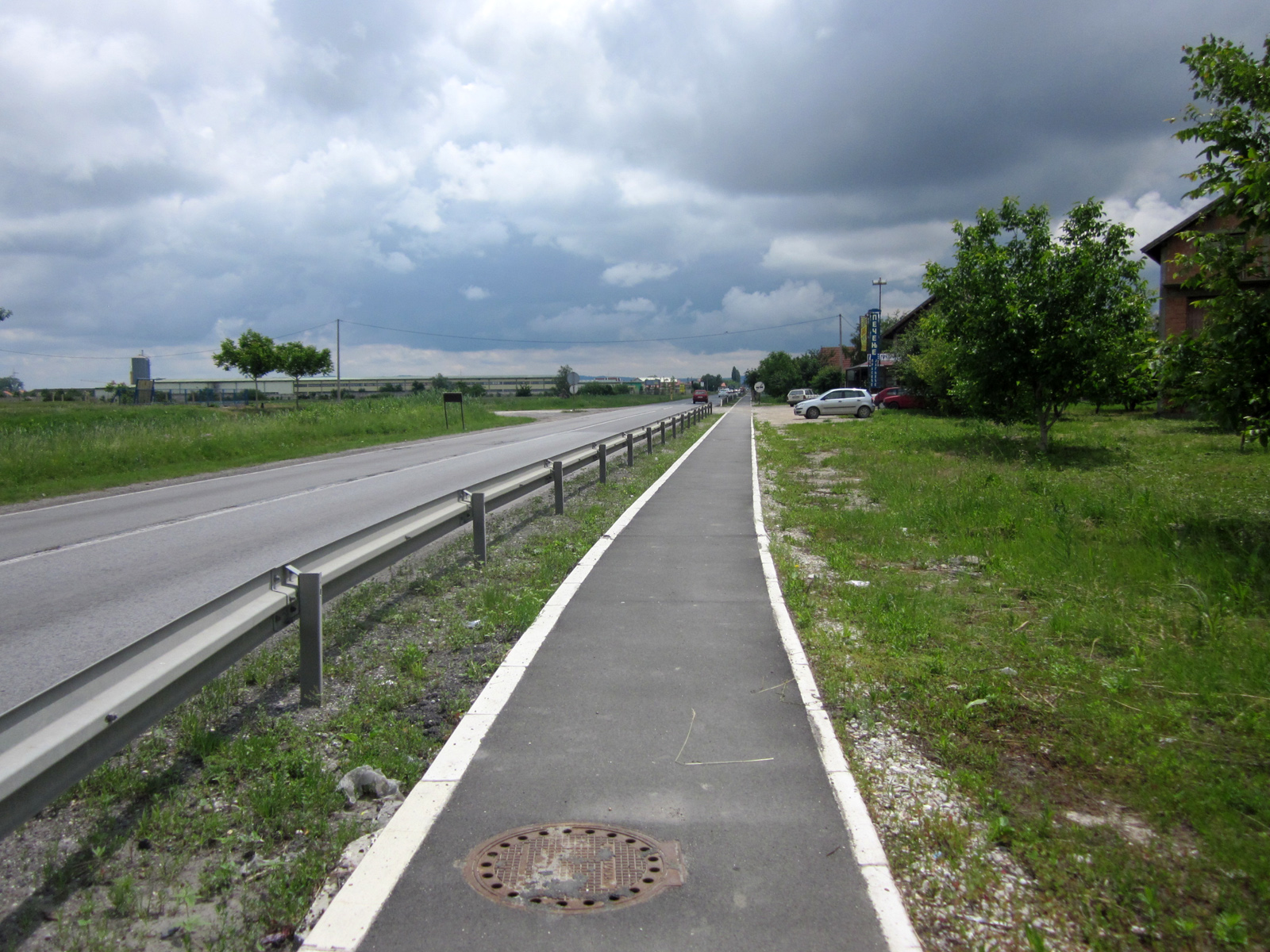
La Route Magistrale 13 ("Route de Zrenjanin", en serbe : "Zrenjaninski put") à 12 km de Belgrade.
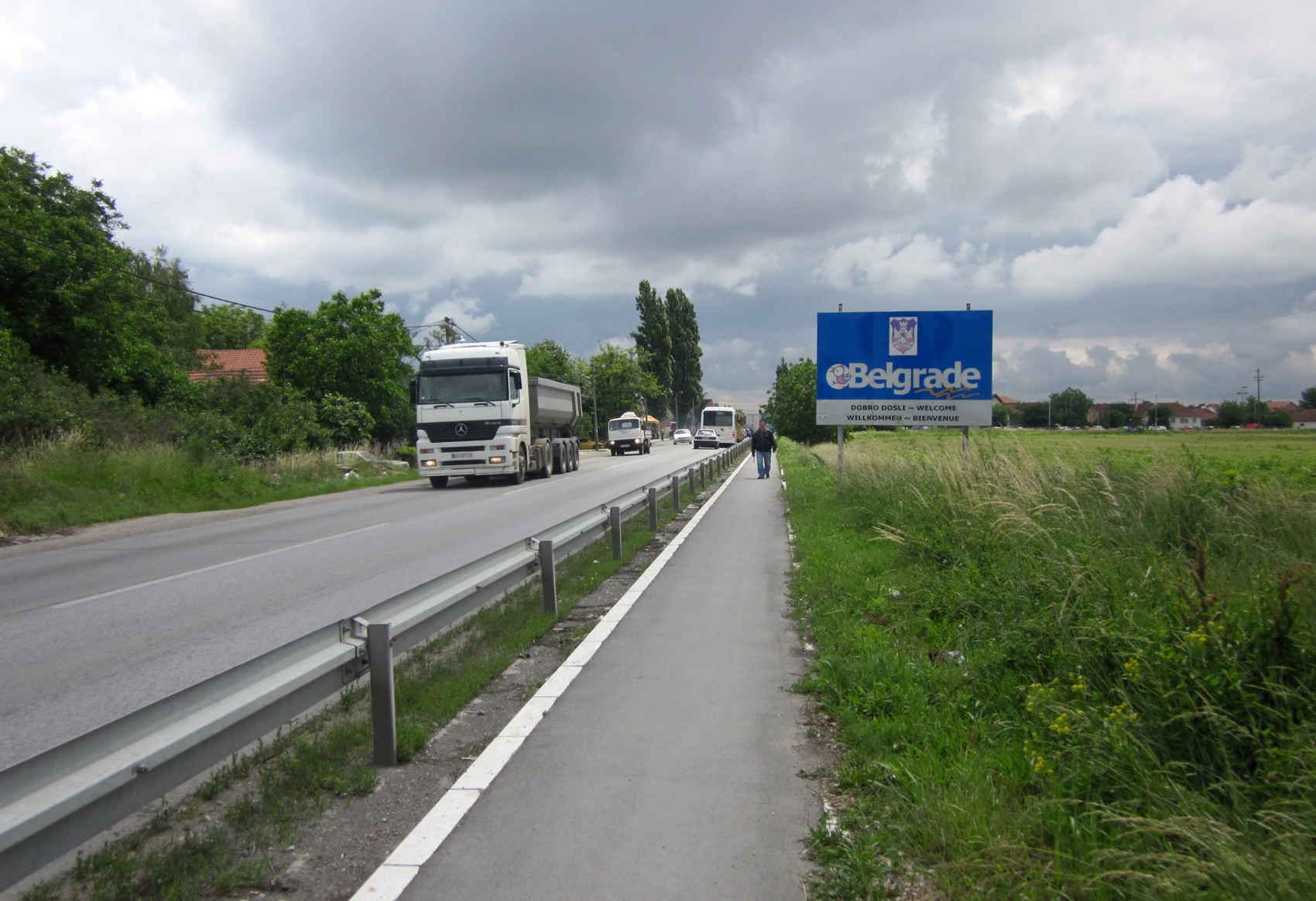
La Route Magistrale 13 ("Route de Zrenjanin", en serbe : "Zrenjaninski put") à 10 km de Belgrade.